# Szadchan
Szadchan (hebr. ‏שַׁדְכָן‎ „swat”, jid. ‏שדכן‎ szadchn) – w judaizmie osoba zajmująca się kojarzeniem małżeństw, co było w dziejach Żydów najczęstszym sposobem doprowadzania do ślubu.
Działalność szadchanów cieszyła się szacunkiem w społeczeństwach żydowskich, traktowano ją jako dobry uczynek (micwę). Wykształcił się z niej już we wczesnym średniowieczu odrębny zawód, co wynikało z izolowanego charakteru ówczesnych gmin żydowskich i konieczności pośrednictwa w zawieraniu małżeństw.
Do obowiązków szadchana należało m.in. zbadanie rodowodu przyszłych małżonków. Byli nimi niekiedy rabini, mogli oni bowiem łatwo wskazać obiecujących badaczy Talmudu, pożądanych jako kandydaci na mężów. Wśród uczonych żydowskich dominowało przekonanie, że szadchanowi należy się wynagrodzenie w wysokości 2% posagu, a jeśli przyszli małżonkowie oddaleni byli o więcej niż 10 mil, to nawet powyżej 3%.
W XIX wieku swaci w środowiskach żydowskich zaczęli tracić na znaczeniu, ale nadal odgrywali istotną rolę w małych miejscowościach (sztetlach), w grupach ortodoksyjnych (zwłaszcza chasydzkich), gdzie przedślubne kontakty przyszłych małżonków były bardzo ograniczone, zwykle do kilku tylko spotkań.
Szadchani stanowili barwny element folkloru żydowskiego, ich postaci pojawiają się często w opowieściach i dowcipach.